# کایا کریسمان
کایا کریسمان (انگلیسی: Kaja Kreisman؛ زادهٔ ۲۰ مارس ۱۹۶۸) سیاستمدار و نماینده سابق مجلس اهل استونی است.